# Stuart Roosa
Stuart Allen Roosa (16. srpna 1933 Durango, Colorado, USA – 12. prosince 1994, Washington, D.C.) byl americký vojenský letec a kosmonaut, rusovlasý pilot velitelského modulu kosmické lodi Apollo 14.

## Život

### Mládí a výcvik
Po základní a střední škole studoval na Oklahoma State University – Stillwater a University of Colorado at Boulder, titul leteckého inženýra získal až na University of Arizona v roce 1960. To už měl za sebou službu u vojenského amerického letectva od roku 1953 a praxi zkušebního pilota na letecké základně v Olmstrad v Pensylvánii. Později sloužil na leteckých základnách Tachikawa a Edwards. Nalétal 4600 letových hodin. V roce 1966 se dostal do páté skupiny kosmonautů. Byl členem podpůrné skupiny pro Apollo 9. Byl ženatý, s manželkou Joan měl čtyři děti: Christophera, Jacka, Allen a Rosemary.

### Lety do vesmíru
Start kosmické lodi byl z mysu Canaveral na Floridě. Na palubě s ním byli velitel Alan Shepard a pilot měsíčního modulu Edgar Mitchell. Devítidenní mise byla třetí, které se podařilo na Měsíci 5. února 1971 přistát. Roosa nebyl na měsíčním povrchu, ale řídil experimenty z oběžné dráhy ve velitelském modulu „Kitty Hawk“. Když se Shepard a Mitchell z Měsíce vrátili k Roosovi, všichni tři se vrátili na Zemi a přistáli v kabině lodi s pomocí padáků na hladině Tichého oceánu.
- Apollo 14 ( 31. ledna 1971 – 9. února 1971)

### Po letech
Byl ještě jmenován do záložních posádek Apollo 16 a Apollo 17. V roce 1976 z NASA odešel a stal se viceprezidentem mezinárodního oddělení U.S.Industries Middle East Development Company se sídlem v řeckých Athénách. O rok později se vrátil do USA, kde se stal prezidentem Jet Industries v Austinu v Texasu. V letech 1993–1994 byl prezidentem Gulf Coast Coors Inc., Gulfport, Miss. Zemřel ve věku 61 let po nemoci.

## Vyznamenání
- NASA Distinguished Service Medal[3]
- Air Force Distinguished Service Medal[3]
- Národní řád Čadu – Čad, 1973[3]
- Řád za zásluhy – Středoafrická republika, 1973[3]